# Alm (weide)

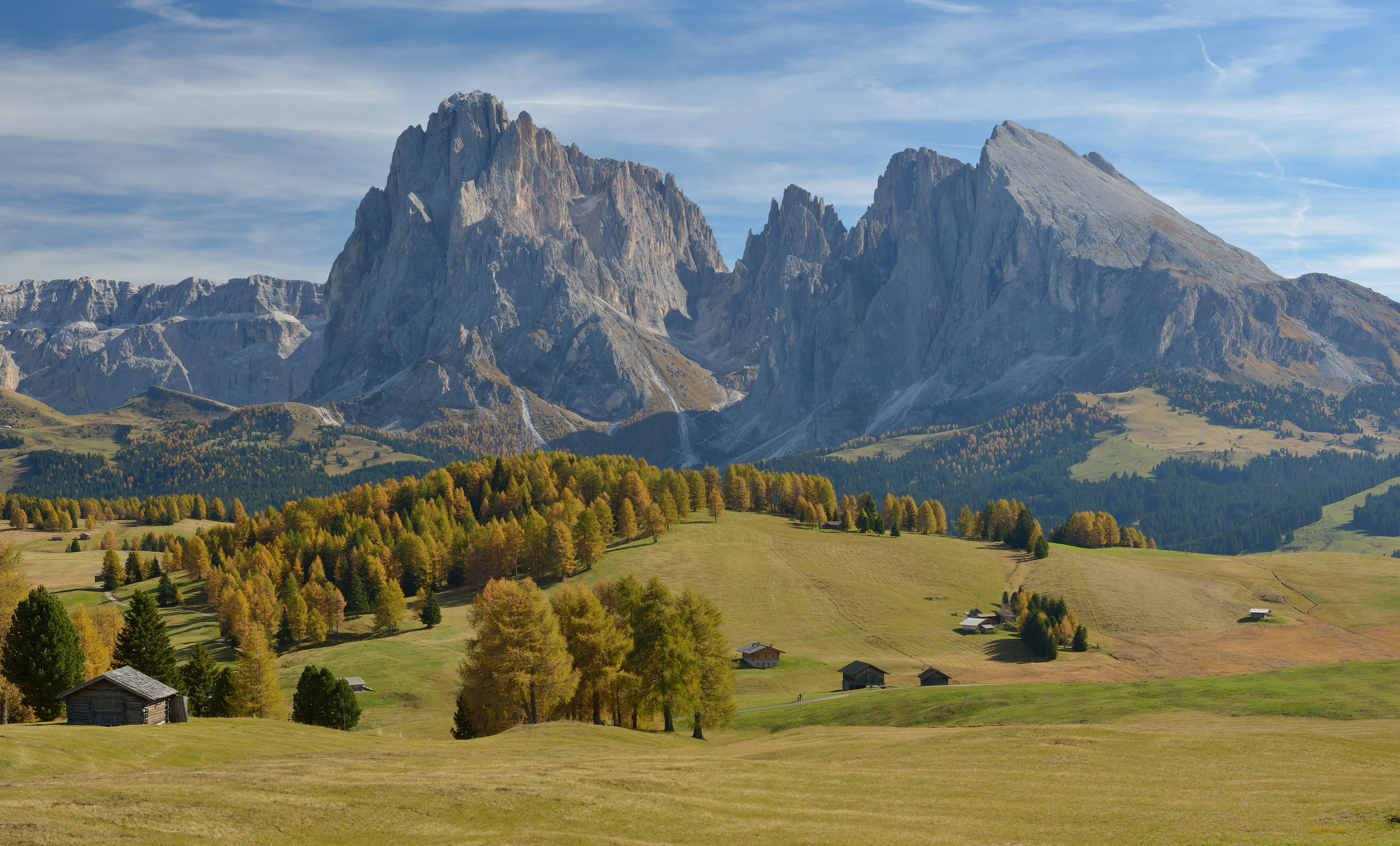
De Seiser Alm is de grootste hoge alpenweide van Europa, op een hoogte van 1680 à 2350 meter.

Een alm, bergweide, of specifiek alpenweide, is grasland in het hooggebergte, in het bijzonder indien er in de zomer op gegraasd wordt (weiland). Het kan gaan om door houtkap vrijgemaakte bossen in de montane zone, door begrazing vrijgehouden weiland in de subalpiene zone of natuurlijke graslanden in de alpiene zone. Onder 'alm' kan men ook de historische alpenhutten in dit soort weiland verstaan waar herders en vee verbleven.
De term 'Alm' komt uit het Beiers. In het Alemannisch is eerder sprake van Alp, Alpe of Alb. In het Frans is sprake van alpe of alpage, lokaal ook arpe of aulp, en in de Pyreneeën en het Centraal Massief ook estive.